# إنهم يقتلون الشرفاء (فلم)
إنهم يقتلون الشرفاء هو فيلم جريمة مصري من إخراج ناصر حسين وبطولة فريد شوقي، جميل راتب، صلاح السعدني، ليلى علوي وهياتم، صدر الفيلم في 17 أغسطس 1984.

## نبذة
تثور هند على أحمد بعد عدوله عن الزواج منها بعد ثورة عشيقته درية عليه، يدفعها فتسقط وتصطدم بحافة منضدة وتغيب عن الوعي، ويغادر الشقة ظنًا أنها ماتت، تصل درية فتجهز عليها وتعترف لأحمد، يعمل رجال الأعمال حشمت والد أحمد على الضغط على المستشار محمد صبري لتبرئته.

## طاقم العمل
- فريد شوقي بدور محمد صبري
- جميل راتب بدور حشمت
- صلاح السعدني بدور أحمد حشمت [1]
- ليلى علوي بدور هند
- هياتم بدور درية عبد السلام

## وصلات خارجية
- مقالات تستعمل روابط فنية بلا صلة مع ويكي بيانات